# 厳選!月イチジャーナル
『厳選!月イチジャーナル』（げんせん・つきイチジャーナル）は、MBSラジオが2022年4月4日から放送中の
報道番組・教養番組。ストレートニュースを内包した生放送番組で、番組タイトルの「月イチ」とは、月に1回のペースで月曜日の20:00 - 21:00（『マンデースペシャル2』枠）に放送されることに由来している。

## 概要
MBSラジオが毎日放送（ラジオとテレビの兼営体制）時代の2018年度（2018年4月1日）から、「株式会社MBSラジオ」へのラジオ放送事業・放送免許の承継（2021年4月1日）を経て、2021年度（2022年3月6日）まで放送されていた『ニュースなラヂオ』シリーズの後継番組。「株式会社MBSラジオ」が（定時ニュース以外で）初めて立ち上げたレギュラーの報道番組で、「『マンデースペシャル2』枠で月に1回の生放送」という編成形態を、『ニュースなラヂオ』シリーズの後期（『月刊　ニュースなラヂオ』とのタイトルで放送されていた2020・2021年度）から引き継いでいる。
番組のスタートに際しては、「あふれる情報の中で ... 考え続けるために、騙されないために、 平和な社会のために、必要な視点をあなたに。」というメッセージをリスナーに提示。日本の内外における直近1ヶ月間の情勢からトピックを「厳選」したうえで、当事者の意見や専門家・有識者の解説などを交えた2本の特集を通じて、世界の「今」を紐解く。なお、放送後には本編の同録音源をPodcast・Amazon Music・MBSラジオ公式YouTubeチャンネルから順次配信している。
パーソナリティには、毎日放送の現職アナウンサーから、世代の異なる男性と女性を1名ずつ起用。ラジオ・テレビ兼営体制時代の毎日放送で2014年の4月から2021年3月まで平日の夕方にテレビの関西ローカル向け報道番組（『VOICE』→『ミント!』内の「Newsミント!」）でメインキャスターを務めていた西靖と、番組開始の前年（2021年4月1日）に入社したばかりの前田春香が生放送を進行する。また、第1回のみ2本の特集の合間（20:30頃）に西村麻子（西・前田の同僚アナウンサー）、第2回（2022年5月2日）以降はオープニングトークに続いて前田が最新のストレートニュースを伝えている。

## 放送時間
- 原則として毎月第1月曜日の20:00 - 21:00
  - MBSラジオでは、当番組を放送しない週に『マンデースペシャル2』を20:00 - 20:55（または『MBSマンデースペシャル』の放送枠を拡大したうえで19:00 - 20:55）、『MBSニュース』・『お天気のお知らせ』（天気予報）を単独番組として20:55 - 21:00に編成。これに対して、当番組では『月刊　ニュースなラヂオ』に続いて、『MBSニュース』を内包する関係で放送枠を20:00 - 21:00に設定している。ただし、『月刊　ニュースなラヂオ』と違って『お天気のお知らせ』は放送せず、『MBSニュース』を放送上「最新のニュース」という名称で組み込んでいる。
  - 月イチと名打っているが編成の都合により、放送されない月もある。
  - 日本プロ野球（NPB）のシーズン中において、第1月曜日がNPBの予備日と重なることが判明している月には、基本として第2週以降で予備日と重ならない月曜日に放送する。雨天中止などで予備日に組み込まれたナイトゲームから、阪神タイガースの公式戦を中心に『MBSベースボールパーク』として中継する可能性があることなどによる。このため、2022年には6月分を27日・7月分を4日に2週連続で放送。さらに、7月10日（日曜日）に参議院選挙開票速報「厳選!選挙ジャーナル」（詳細後述）を編成していたため、事実上3週連続で放送された。
    - 『ニュースなラヂオ』シリーズを放送していた期間（2018・19年度は毎週月曜日→2020・21年度は原則として毎月第1月曜日に生放送）中のNPBシーズンでは、同番組の放送を予定していた日がNPBの予備日と重なった場合でも中継の雨傘番組として編成。中継カードの試合展開によっては、中継の終了直後から30分間にわたって「短縮版」を放送したこともあった。当番組の放送を開始した2022年度からは、『MBSベースボールパーク番外編』（生放送番組）を雨傘番組として19:00 - 20:55に編成。

  - 2024年には、3月4日に3月分の放送を予定しており、3月分には澤田大樹（TBSラジオ国会担当記者）の出演が決まっていたが、西・前田が揃って体調を崩したため、同日は急遽『カーペンターズスペシャル』（同僚アナウンサーの関岡香・川地洋平の出演による特別番組）に差し替えた[1][注 1]。
    - 『カーペンターズスペシャル』は事前収録の「フィラー番組」[注 2]で、関岡が単独で進行。放送に際しては、川地が出演する生放送パートを『カーペンターズスペシャル』の前後に設けたうえで、「最新のニュース」を冒頭の8分間に組み込んだ（担当は川地）。
    - 当番組については、2024年3月分の放送を休止したうえで、上記の通例に沿って翌4月分を1日に編成。番組内容については、3月分で取り上げる予定だった「政治と金」をテーマに、澤田を交えて特集を改めて組んでいた[2]。MBSラジオが3月11日・18日の20時台に『MBSマンデースペシャル』枠で別番組[注 3]を編成したことに伴う措置だが、当番組の放送を2ヶ月にわたって休止することは初めてである。

## パーソナリティ
担当の時点ではいずれも、毎日放送のアナウンサー。
- 西靖
  - 2021年度からは、アナウンサーとして活動する一方で、『よんチャンTV』（『ミント!』の後継番組）の木曜日でニュース解説を担当する場合にのみ「MBS解説委員」という肩書を用いていた。2022年7月1日付で毎日放送総合編成局のアナウンスセンター長へ就任したことに伴って、翌8月からは、テレビ・ラジオを通じて当番組にのみ通年でレギュラー出演。
- 前田春香
  - 初回（2022年4月4日放送分）では、当番組の開始前から決まっていた別番組向けのロケ取材との兼ね合いで休演を余儀なくされたため、西が単独で進行した。実際には、第2回（2022年5月2日放送分）から出演。
  - 発声の不調に伴う治療を目的に、2023年5月（1日）放送分の翌週（9日）から7月31日まで休養。8月1日からアナウンス業務を徐々に再開しているが、生放送番組については、同月に入っても短時間の出演（定時ニュースの担当など）にとどめていた。このような事情から、2023年6月（12日）・7月（2日）・8月（7日）放送分では、先輩アナウンサーの松川浩子が前田の役割を代行。前田自身は、同年9月（4日）放送分から当番組へ復帰している[3]。
  - 毎日放送（テレビ）では、当番組が始まった2022年4月から『よんチャンTV』（平日の夕方に生放送の関西ローカル向け報道・情報番組）にレギュラーで出演。当番組が放送される週の月曜日には、フィールドキャスターやスタジオでの進行を担当した後に当番組へ出演している。

## 特別番組
MBSラジオが毎日放送によるテレビ放送事業との兼営時代から国政選挙投・開票日の夜間に放送している開票特別番組については、自社制作・JRN加盟各局の協力による体制を維持したまま、第26回参議院議員通常選挙（2022年7月10日執行）から当番組をベースに『厳選!選挙ジャーナル』（げんせん!せんきょジャーナル）というタイトルで生放送。前身番組（第49回衆議院議員総選挙執行日の2021年10月31日に放送された『MBSラジオ2021 総選挙開票特別番組 ほんで何選挙やったん?』）でもキャスターを務めた西・西村、当番組のパーソナリティでもある前田など、毎日放送のアナウンサーが関西地方を中心に開票状況を伝える。
- 2022年7月10日放送分（第26回参議院議員通常選挙の開票特別番組として編成）
  - 『ニュースなラヂオ』にも随時出演していた山田恵資（兵庫県川西市出身の時事通信社解説委員）が解説、前田が放送中に自転車で移動しながら候補者の選挙事務所などからのリポート、西村に加えてスポーツアナウンサーの金山泉がスタジオから開票速報を担当した。放送時間は21:00 - 24:00で、MBSラジオのYouTube公式チャンネルでも、本社のスタジオから動画をライブ配信。20:00 - 21:00にはYouTube限定の先行配信、21:00以降は地上波放送とのサイマル配信を実施している。
    - 当日のMBSラジオでは、東京ヤクルトスワローズ対阪神のナイトゲーム（明治神宮野球場）中継（ニッポン放送制作分）を、同局からの裏送り方式で『MBSベースボールパーク』として17:59から放送することを予定。ただし、国政選挙執行日における毎日放送時代からの通例に沿って、当該試合の展開にかかわらず21:00までに中継の放送を終了させる体制を組んでいた。実際には、ヤクルトの一軍に帯同している選手・首脳陣から24名が新型コロナウイルスに感染していることが当日の午前中に確認されたため、試合の開催を急遽取り消し。当日のNPBでは他のカードをナイトゲームとして組んでいなかったため、MBSラジオでは『MBSベースボールパーク番外編』（中継の雨傘番組）を17:59から放送した後に21:00から『激戦!選挙ジャーナル』へ直結する編成に急遽切り替えた。
- 2024年10月27日放送分（第50回衆議院議員総選挙の開票特別番組として編成）
  - 西・西村・山田がスタジオから出演する一方で、この年にアナウンサーとして毎日放送へ入社したばかりの河西美帆がリポートを担当した。河西の起用は、前田春香がテレビの開票特別番組（レギュラーで出演している『よんチャンTV』がベースの関西ローカルパート）でスタジオ進行を任されたことにもよる。
  - 当日はプロ野球日本シリーズの第2戦（横浜DeNAベイスターズ対福岡ソフトバンクホークスのナイトゲーム）が横浜スタジアムで組まれていて、MBSラジオがニッポン放送制作分中継の同時ネットを17:59から試合終了まで実施することが総選挙の告示（10月15日）より前に決まっていた。このような事情から、当番組では基本の放送枠を21:00 - 24:00に設定。実際には、第2戦中継の同時ネットを21:40まで続けた後に、開票特別番組を24:10まで放送した。